# Louise Brændstrup
Louise Brændstrup (ur. 22 lutego 1976) – duńska lekkoatletka, tyczkarka.
Ósma zawodniczka młodzieżowych mistrzostw Europy (1997).
Medalistka mistrzostw kraju.
Była rekordzistka Danii (3,70 – 13 lipca 1997, Turku):